# San Gabriel Mountains
Le San Gabriel Mountains sono una catena montuosa degli Stati Uniti d'America che occupa la parte settentrionale della contea di Los Angeles e quella occidentale della contea di San Bernardino in California.

## Geografia
Forma una barriera tra la Grande Los Angeles e il deserto del Mojave ed è circondata dall'Angeles National Forest con la faglia di Sant'Andrea al confine settentrionale. Il picco più alto è il Monte San Antonio, comunemente denominato Mt. Baldy. Altra cima importante è il Monte Wilson, dove si trova l'osservatorio di Monte Wilson.

## Riconoscimenti
Il 13 ottobre 2014 fu dichiarato monumento nazionale dal presidente Barack Obama.